# Route nationale 13 (Laos)
Pour les articles homonymes, voir Route nationale 13.
La route nationale 13, ou plus simplement la route n° 13, est la plus longue et la plus importante du Laos du point de vue économique. Elle va de la Chine jusqu'au Cambodge, en longeant le Mékong sur une grande partie de son tracé. Dans les montagnes du nord, elle est généralement étroite (deux voies), avec des courbes serrées, et parfois en mauvais état. Au sud de Vientiane elle est beaucoup plus droite et moins accidentée. Le marquage au sol est généralement inexistant.

## Description
La route n° 13 part du poste-frontière de Boten, à la frontière chinoise, dans l'est de la province de Luang Namtha. Elle traverse Muang Xay, capitale de la province d'Oudomxay, puis tourne vers le sud pour atteindre Luang Prabang. Elle atteint ensuite, par une section très accidentée, le carrefour stratégique de Phou Khoun, entre dans la province de Vientiane au nord de Kasi, puis suit la vallée de la Nam Song jusqu'à Vang Vieng et son confluent avec la Nam Lik. Elle franchit la Nam Lik par le pont de Hinheup et quitte enfin la montagne pour entrer dans la plaine de Vientiane, puis dans la préfecture de Vientiane.

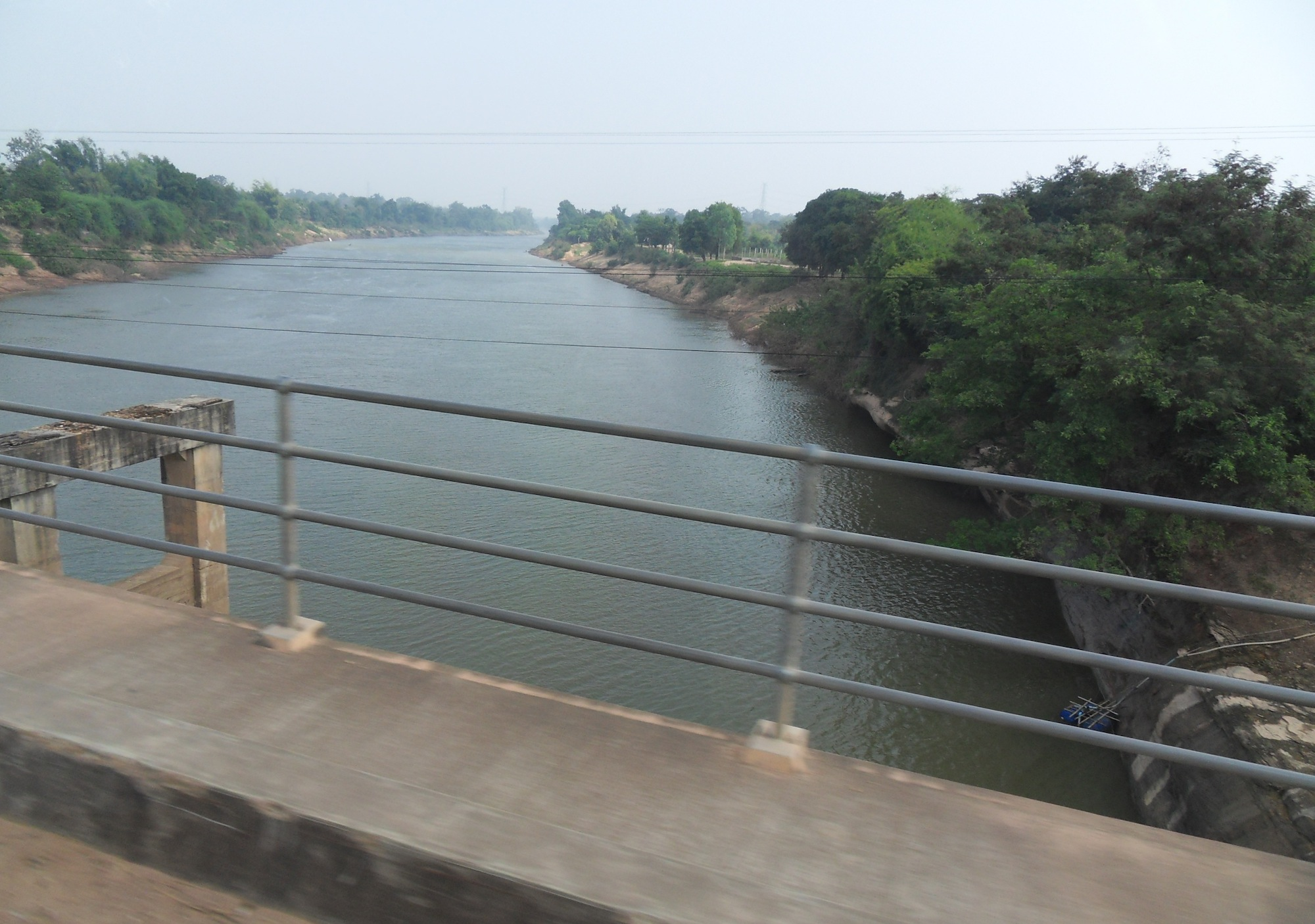
La Sé Bangfay vue du pont de la route n° 13 — à gauche, province de Khammouane ; à droite, province de Savannakhet.

Elle traverse ensuite Vientiane (des routes de dérivation permettant à une partie du trafic d'éviter la capitale), à partir de laquelle elle suit plus ou moins fidèlement le Mékong. Elle tourne vers le nord-est, franchit la Nam Ngum près de son embouchure, puis entre dans la province de Borikhamxay :  elle traverse sa capitale Paksane, avant de tourner vers le sud-est et de franchir la Nam Kadding à son embouchure (Pak Kadding). Elle s'écarte ensuite légèrement du Mékong jusqu'à Thakhek, qu'elle contourne par l'Est.
Elle s'écarte à nouveau du fleuve, traverse la Sé Bangfay, qui marque la limite de la province de Savannakhet, et atteint le carrefour stratégique de Séno (signifiant Sud-Est-Nord-Est) : elle y croise la route n° 9 Savannakhet-Dane Savanh, qui relie la Thaïlande au Viêt-Nam (Quang Tri). Elle traverse ensuite la province de Saravane puis entre dans celle de Chapamssak, traverse Paksé puis longe le Mékong jusqu'à la frontière cambodgienne.